# Fábio Simplício
Fábio Simplício (født 23. september 1979) er en tidligere brasiliansk fodboldspiller.

## Brasiliens fodboldlandshold
| Brasiliens landshold | Brasiliens landshold | Brasiliens landshold |
| År                   | Kmp                  | Mål                  |
| -------------------- | -------------------- | -------------------- |
| 2009                 | 1                    | 0                    |
| Total                | 1                    | 0                    |